# Таємниця в його очах
«Секрет у їхніх очах» (ісп. El secreto de sus ojos) — фільм режисера Хуана Хосе Кампанельї 2009 року за романом аргентинського прозаїка Едуардо Сачері «Питання в їх очах» (ісп. La pregunta de sus ojos). На 1 березня 2024 року фільм займав 167-му позицію у списку 250 кращих фільмів за версією IMDb.

## Сюжет
Бенхамін Еспозіто — судовий службовець, який вирішує написати роман про одну кримінальну справу, в якій він був свідком і головною дійовою особою…

## У ролях
- Рікардо Дарін — Бенхамін Еспосіто
- Пабло Раго — Рікардо Моралес
- Соледад Вільяміль — Ірене Менендес Гастінгс
- Хав'єр Годіно — Ісидоро Гомес
- Гільєрмо Франселья — Пабло Сандоваль
- Хосе Луїс Джиоя — інспектор Баес
- Карла Кеведо — Ліліана Колото
- Барбара Пальядіно — дівчинка з богеми

## Нагороди та номінації
Загалом стрічка здобула 35 нагород та 25 номінацій, зокрема:
- 2010 — премія «Оскар» за найкращий іноземний фільм
- 2010 — дві премії Гоя: найкращий іспаномовний зарубіжний фільм і найкраща нова актриса (Соледад Вільяміль) та ще 7 номінацій
- 2009 — 12 премій та 4 номінації Аргентинської академії кінематографічних мистецтв і наук
- 2009 — номінація на приз «Золота мушля» на кінофестивалі в Сан-Себастьяні
- 2011 — номінація на премію BAFTA як найкращий іноземний фільм
- 2011 — номінація на Європейський кіноприз як найкращий фільм